# Holdringató
A Holdringató (románul: Hodrângușa) a maga 1027 m-es magasságával a Király-erdő-hegység legmagasabb pontja.
Csúcsa a Király-erdő keleti részén, Bihar megyében, a Jádlesi-víztározó (Lesi-tó) közelében található.
Nevezik még a Király-erdő „csúcstartójának” is.
A hegyvonulat keleti részén található még a Belényesi-Magura (1004 m) hegycsúcsa is.